# Фирюза (ансамбль)
Фирюза́ — туркменский инструментальный ансамбль, созданный в 1978 году на базе оркестра телевидения и радио Туркмении. Ансамбль был создан Дмитрием Саблиным с целью участия в VI Всесоюзном конкурсе артистов эстрады 1979 года. Коллектив принял участие в конкурсе в следующем составе: руководитель, Дмитрий Саблин (клавишные), Игорь Гордеев (ударные), Евгений Ночевный (гитара), Михаил Мамедов (гитара), Вахид «Сабир» Ризаев (саксофон, флейта), Александр «Алик» Неяченко (бас-гитара), Хана Тэн-Извекова (скрипка). Репертуар ансамбля составляли сочинения туркменских композиторов, аранжированные Саблиным в джаз-роковом стиле.

## История

### Дмитрий Саблин
Дмитрий Васильевич Саблин — родился 4 августа 1949 года в городе Чарджоу (ныне Туркменабад), Туркменистан. Мать Дмитрия — Саблина Валентина Васильевна, в 40 лет осталась одна с тремя детьми, муж бросил семью и отказался от детей. После этого семья сменила фамилию, а дети — и отчество.
Дмитрий учился в школе № 12 и в музыкальном училище по классу баяна, но потом перевёлся на ударные, потому что класс баяна не давал возможности быть аранжировщиком, в отличие от класса ударных. Был талантливым ребёнком: замечательный карикатурист, поэт, пародист, владел многими музыкальными инструментами и композитор. Мечта юности — создать свою группу, и её он, как человек целеустремлённый, осуществил.
В 70-х годах Дмитрий слушал всё — и джаз, и рок. Дело в том, что Туркмения граничит с Ираном, где до 1979 года была американская военная база. Оттуда поставляли пластинки и даже ловили радио. Самым любимым музыкантом был Джимми Смит. Дмитрий настолько смог перенять манеру игры Джимми, что его даже стали называть «Дима Смит». В 1968 году при Гостелерадио Туркмении образовывается группа «Гунеш», в которой он начинает играть на своей фирменной барабанной установке «Premier».
После службы в армии он становится барабанщиком в республиканском оркестре ТВ и радио Туркмении. В то же время, Дмитрий со своими братьями создают ансамбль «Саблины». Ансамбль просуществовавший с 1974 по 1978 года, по сути, дал начало ансамблю «Фирюза».
Дирижёром эстрадного оркестра при ТВ и радио в то время был Г. Глушко и под его руководством в коллективе появляется много молодых музыкантов: Е. Ночевный, С. Ризаев и другие. В недрах этого оркестра постепенно и выявился основной состав группы «Фирюза».
Летом 1978 года в Министерство культуры ТССР пришёл документ, в котором содержалось приглашение в Ленинград для участия в VI Всесоюзном конкурсе артистов эстрады инструментального ансамбля. По условиям конкурса количество музыкантов в нём не должно превышать семь человек, а возраст каждого участника не должен превышать 30 лет. Поскольку готового профессионального ансамбля отвечавшего этим требованиям в республике не существовало, было решено создать новый — на базе эстрадного оркестра республиканского радио и телевидения.
К Дмитрию обратились с предложением создать состав для выступления на конкурсе.
Новый ансамбль составили пианист и органист Дмитрий Саблин (он же стал руководителем коллектива), ударник Игорь Гордеев, гитаристы Евгений Ночевный и Михаил Мамедов, саксофонист и флейтист Вахид «Сабир» Ризаев. Позднее к ним присоединились учащийся музыкального училища им. Д. Овезова — Александр «Алик» Неяченко (бас-гитара) и скрипачка из оркестра Туркменского государственного театра оперы и балета Хана Тэн.

Слева-направо: Дмитрий Саблин (клавишные), Хана Тэн (скрипка), Евгений Ночевный (гитара), Михаил Мамедов (гитара), Игорь Гордеев (ударные), Сабир Ризаев (саксофон, флейта)
Первая репетиция состоялась 5 июля 1978 года. Этот день и является официальной датой рождения коллектива. Ансамбль работает над созданием собственной концертной программы основываясь на произведениях туркменских композиторов Н. Халмамедова, Ч. Нурымова, К. Аннанепесова, Р. Реджепова, А. Эсадова, а также азербайджанского композитора У. Гаджибекова. Задача, которую ансамбль поставил перед собой, заключалась в том, чтобы, сохранив идеи, содержание, яркий национальный колорит музыки этих авторов, донести их до слушателя в иной форме, с помощью выразительных средств джаз-фолк-рока.

## Участие в VI Всесоюзном конкурсе артистов эстрады
Конкурс проходил с 2 по 14 февраля 1979 года в Ленинграде. Жюри, в состав которого входили такие выдающиеся мастера советского эстрадного искусства, как Аркадий Райкин, Илья Рахлин, Георгий Гаранян, Юрий Силантьев, Алла Пугачёва, Эдита Пьеха и Эдуард Хиль по достоинству оценили оригинальность, уровень сложности, а также мастерство музыкантов. Ансамбль «Фирюза» был удостоен 1-й премии в категории «эстрадно-инструментальный жанр» и звания лауреата конкурса..

## Запись пластинки
После VI Всесоюзного конкурса артистов эстрады в Ашхабад пришла заявка от фирмы «Мелодия» на запись ансамбля в Москве. Ансамбль получил в своё распоряжение время в студии в «Доме Звукозаписи», но аппаратура предоставлена не была. В этой ситуации ансамбль выручила Алла Пугачёва, выделив музыкантам аппаратуру.
Запись альбома состоялась в течение нескольких дней в апреле-мае 1979 года.
Во время конкурса в Ленинграде, скрипачка Хана Тэн-Извекова находилась на седьмом месяце беременности, но принять участие в работе над пластинкой через 2 месяца она не могла. Все партии скрипки в альбоме исполнил Гасан Мамедов (он изображён со всеми музыкантами на лицевой стороне обложки, но не упомянут в списке участников коллектива в аннотации к пластинке).
На обложке пластинки музыканты стоят на ступеньках при входе в Высоко-Петровский ставропигиальный мужской монастырь.
В аннотации на обратной стороне обложки пластинки (автор Ф. Хакимова) есть неточности:
— неверно указана фамилия бас-гитариста: Алик Нифченко, вместо правильного Александр «Алик» Неяченко;
— среди имён участников ансамбля указана Хана Тэн (скрипка), но в записи альбома она участия не принимала.
Вероятно, эти неточности связаны с тем, что при составлении пластинки были использованы конкурсные документы.
Альбом был выпущен в том же 1979 году. Такая оперативность была не очень свойственна выпускам пластинок фирмы «Мелодия» в те годы.